# Djabir Novruz
 (juin 2021).
La mise en forme du texte ne suit pas les recommandations de Wikipédia : il faut le « wikifier ».
Les points d'amélioration suivants sont les cas les plus fréquents :
- Les titres sont pré-formatés par le logiciel. Ils ne sont ni en capitales, ni en gras.
- Le texte ne doit pas être écrit en capitales (les noms de famille non plus), ni en gras, ni en italique, ni en « petit »…
- Le gras n'est utilisé que pour surligner le titre de l'article dans l'introduction, une seule fois.
- L'italique est rarement utilisé : mots en langue étrangère, titres d'œuvres, noms de bateaux, etc.
- Les citations ne sont pas en italique mais en corps de texte normal. Elles sont entourées par des guillemets français : « et ».
- Les listes à puces sont à éviter, des paragraphes rédigés étant largement préférés. Les tableaux sont à réserver à la présentation de données structurées (résultats, etc.).
- Les appels de note de bas de page (petits chiffres en exposant, introduits par l'outil «  Source ») sont à placer entre la fin de phrase et le point final[comme ça].
- Les liens internes (vers d'autres articles de Wikipédia) sont à choisir avec parcimonie. Créez des liens vers des articles approfondissant le sujet. Les termes génériques sans rapport avec le sujet sont à éviter, ainsi que les répétitions de liens vers un même terme.
- Les liens externes sont à placer uniquement dans une section « Liens externes », à la fin de l'article. Ces liens sont à choisir avec parcimonie suivant les règles définies. Si un lien sert de source à l'article, son insertion dans le texte est à faire par les notes de bas de page.
- La présentation des références doit suivre les conventions bibliographiques. Il est recommandé d'utiliser les modèles {{Ouvrage}}, {{Chapitre}}, {{Article}}, {{Lien web}} et/ou {{Bibliographie}}. Le mode d'édition visuel peut mettre en forme automatiquement les références.
- Insérer une infobox (cadre d'informations à droite) n'est pas obligatoire pour parachever la mise en page.

Pour une aide détaillée, merci de consulter Aide:Wikification.
Si vous pensez que ces points ont été résolus, vous pouvez retirer ce bandeau et améliorer la mise en forme d'un autre article.
Djabir Novruz (en azéri : Cabir Mirzəbəy oğlu Novruzov), né le 12 mars 1933 dans le village d'Upa, dans la région de Khizi en Azerbaïdjan et mort le 12 décembre 2002 à Bakou, est un écrivain azéri.

## Études
Djabir Novruz  obtient le diplôme de l'école secondaire et, ensuite, celui du collège pédagogique M. A. Sabir. En 1952, il entre à la Faculté de journalisme de l'Université d'État d'Azerbaïdjan. Un an plus tard, sur la recommandation de l'Union des écrivains d'Azerbaïdjan, il est envoyé à l'Institut de littérature A.M. Gorky, dont il obtient le diplôme en 1957.

## Carrière de journaliste
En 1958, Dj.Novruz  est journaliste pour le journal du soir Baki. Dans les années 1967-1970, il est rédacteur en chef du magazine littéraire et artistique Azerbaïdjan, et en 1991-1993 - du journal Littérature et art. De 1970 à 1997, il est secrétaire du conseil administratif de Union des écrivains d'Azerbaïdjan.

## Œuvres
La poésie de Djabir Novruz est l'une des pages les plus brillantes de la littérature azerbaïdjanaise du 20e siècle. L'un des principaux genres de sa créativité est romantisme. Des artistes renommés de l'Azerbaïdjan, tels que  Rashid Behbutov, Zeynab Khanlarova, Yalchyn Rzazade et d'autres interprétent les chansons écrites sur ses poèmes. 
Vidéos :
- Shovkat Alakbarova - Amour - musique : Ogtay Kazimi
- Yalchin Rzazade - Filles de Bakou - musique : Ogtay Kazimi
- Yalchin Rzazade - Mes sentiments - musique : Ogtay Kazimi
- Zeynab Khanlarova - Ma jeunesse - musique : Ogtay Kazimi
- Zeynab Khanlarova - Eau de source, air de montagne - musique : Ogtay Kazimi
- Yalchin Rzazadeh - Le monde ne change pas - musique : Igbal Agayev
- Yalchin Rzazadeh – Ne vous dépêchez pas de grandir - musique : Igbal Agayev
- Manana Caparidze - Quel genre d'amour est-ce - musique : Eldar Mansurov
- Aygun Kazimova - Habitué au son de ta voix - musique : Eldar Mansurov
- Mubariz Taghiyev - La vie continue - musique : Eldar Mansurov
- Ruhangiz Abdullayeva - L'amour ne mourra pas - musique : Eldar Mansurov

Audio :
- Agadadash Agayev - Quand la mariée vient - musique : Ogtay Kazimi
- Mubariz Tagiyev – C’était toi - musique : Eldar Mansurov
- Brilliant Dadachova - Amour tardif - musique : Eldar Mansourov
- Heydar Anatollu - Solitude - musique : Eldar Mansurov
- Abbas Ahmad - Laissez venir votre voix - musique : Eldar Mansurov
- Sabina Jabbarzadeh - Amour - musique : Eldar Mansurov

Les œuvres du poète ont été traduites dans de nombreuses langues étrangères des peuples du monde. Grâce aux traductions littéraires du poète, le lecteur azerbaïdjanais s'est familiarisé avec les exemples les plus précieux de la poésie mondiale.
L'activité littéraire et sociale de Dj.Novruz du poète était très appréciée. Il est élu député du Milli Madjlis d'Azerbaïdjan en 1995.

## Titres honorifiques
- Artiste émérite de la RSS d'Azerbaïdjan (30.07.1979)
- Ordre du Drapeau Rouge du Travail (1986)
- Poète du peuple de la République d'Azerbaïdjan (09.12.1999)
- Prix d'État
- Médailles